# Erinacea
Genre
Erinacea est un genre de plantes à fleurs dicotylédones de la famille des Fabaceae, sous-famille des Faboideae, originaire d'Europe occidentale et d'Afrique du Nord, qui comprend trois espèces acceptées.

## Liste d'espèces
Selon The Plant List (19 octobre 2018) :
- Erinacea anthyllis Link
- Erinacea erinacea (L.) Ascher. & Graebner
- Erinacea schoenenbergeri (Raynaud) Raynaud